# Johan Bruyneel
Johan Bruyneel (Izegem, 23 augustus 1964) is een voormalig Belgisch wielrenner die na zijn sportieve carrière actief was als ploegleider bij verschillende wielerploegen, waaronder US Postal (later Discovery) en RadioShack.

## Biografie

### Wielerloopbaan
Bruyneel was beroepsrenner tussen 1987 en 1998. Zijn grootste overwinningen waren de Grote Landenprijs in 1992 en een Touretappe in Luik in 1995, waarin hij won van Miguel Indurain. In datzelfde jaar werd Bruyneel ook derde in het eindklassement van de Ronde van Spanje.
Een bizar voorval in Bruyneels carrière vond plaats tijdens de Tour van 1996, waar hij in de afdaling van de Cormet de Roselend een bocht miste en in een ravijn viel. Wonderbaarlijk genoeg overleefde hij de val. Hij werd uit het ravijn geholpen door onder andere econoom Herman Wijffels (die destijds als Rabobank-bestuurder bij Bruyneels ploeg aanwezig was) en klom weer op de fiets.

### Ploegleider

#### US Postal
Na zijn professionele wielercarrière werd Bruyneel ploegleider bij het US Postal Service team. Daar werd hij bekend als de strateeg achter de successen van Lance Armstrong. Vanaf 1999 hielp hij de Amerikaan aan zeven opeenvolgende Touroverwinningen, welke later vanwege dopinggebruik werden ingetrokken. In 2005 ging de US Postal-ploeg over in het Discovery Channel Pro Cycling Team. Armstrong stopte (voorlopig) met wielrennen, maar Bruyneel bleef succesvol met andere renners. In 2007 won Bruyneel met Alberto Contador zijn achtste Tour de France als ploegleider.

#### Astana
In 2008 hield de Discovery Channel-ploeg op te bestaan. Aanvankelijk kondigde Bruyneel hierop ook zijn vertrek uit de professionele wielersport aan, maar in oktober 2007 maakte hij bekend algemeen manager te worden bij de wielerploeg Astana. Onder andere Alberto Contador en Levi Leipheimer maakten ook de overstap van Discovery Channel naar Astana. In 2009 werd Bruyneel bij Astana herenigd met Lance Armstrong, die zijn comeback maakte in het wielerpeloton en won Alberto Contador onder zijn leiding voor de tweede keer de Tour de France.

#### RadioShack
In 2010 kwam Armstrong met een eigen nieuwe ploeg, waarvan Bruyneel de ploegleider werd: Team RadioShack. De ploeg won in 2010 het ploegenklassement in de Tour. Tijdens de laatste etappe reed de ploeg in alternatieve outfits om aandacht te vragen voor de vele kankerpatiënten in de wereld. Dit is tegen de regels van de UCI en de renners moesten zich na enkele kilometers aan de kant van de weg omkleden. Bruyneel reageerde via Twitter: "Het is nu officieel: je hebt geen hersenen nodig om koerscommissaris te zijn. Je moet alleen de regels kennen. Hun motto: C'est le reglement!"
Op 29 oktober 2010 legde de UCI Bruyneel een schorsing op vanwege het rijden met niet-reglementaire shirts en vanwege de belediging via Twitter. Bruyneel werd geschorst van 1 februari tot en met 31 maart 2011.

#### Ontslag en schorsing
Na het uitbrengen door het Amerikaanse antidopingagentschap USADA van een lijvig rapport met dopingbeschuldigingen aan het adres van Lance Armstrong en een aantal van zijn voormalige ploegmaats, waarin ook Johan Bruyneel van onregelmatigheden wordt beschuldigd, werd de samenwerking tussen de ploeg RadioShack-Nissan-Trek en Bruyneel in onderling overleg beëindigd op 12 oktober 2012.
In de nasleep van het grootschalige onderzoek naar het dopinggebruik bij het US Postal Service team, legde het Amerikaanse antidopingagentschap USADA Bruyneel op 10 april 2014 een schorsing op van tien jaar. Gedurende deze periode mag Bruyneel geen functie uitoefenen in de sportwereld.
Op 24 oktober 2018 werd deze schorsing omgezet in levenslang.

## Belangrijkste resultaten

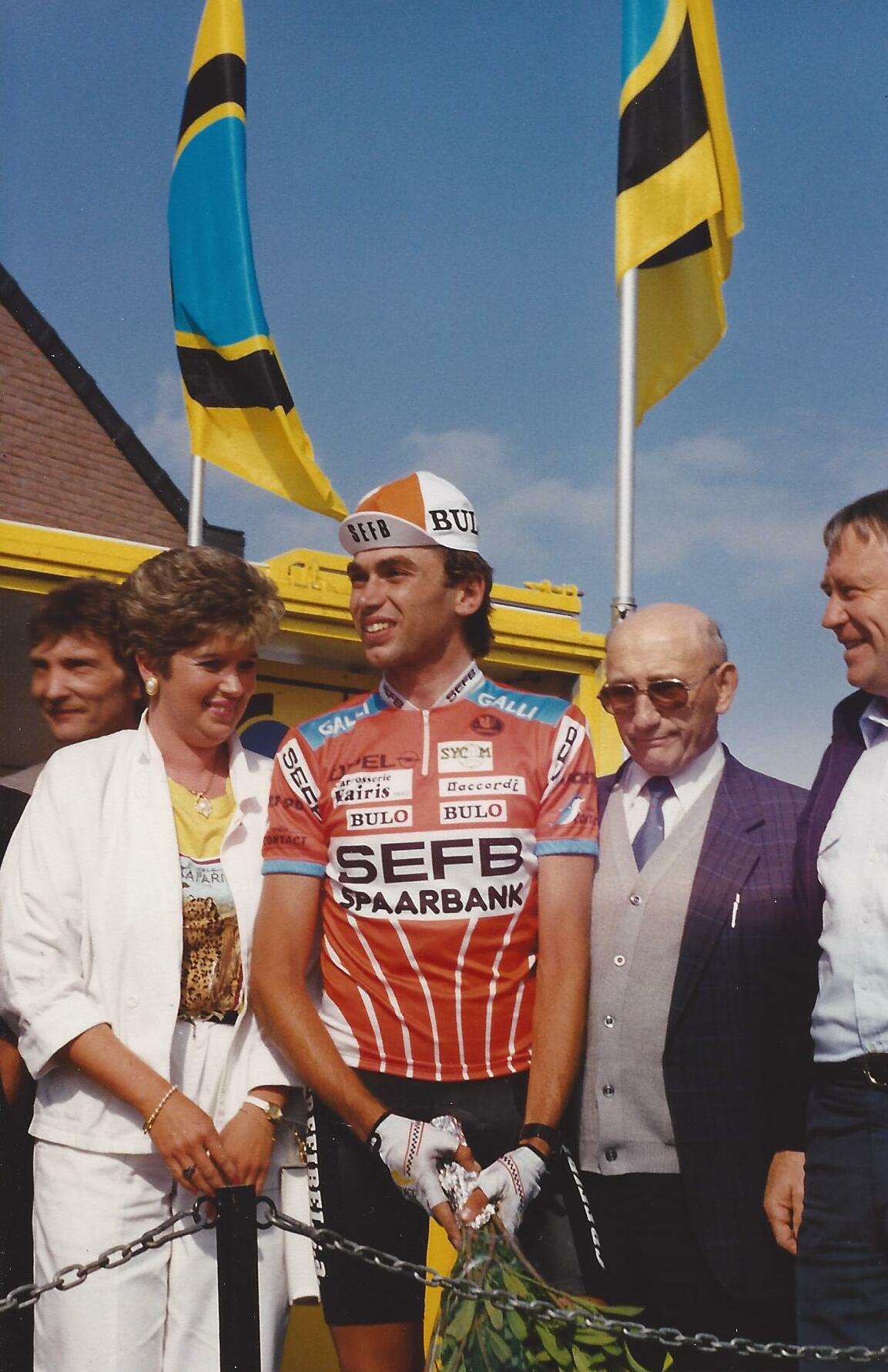
Een jonge Johan Bruyneel in de trui van SEFB

| 1988 - 1e - etappe 1 Ronde van de Toekomst - 6e - eindklassement Ronde van de Toekomst 1989 - 1e - etappe 2 en 9 Ronde van Zwitserland - 3e - Ronde van de Vendée - 4e - GP Baden-Baden - 5e - Druivenkoers Overijse - 7e - GP van Wallonië - 9e - eindklassement Ronde van Zwitserland 1990 - 1e - Ronde van de Toekomst - 1e - etappe 4 Ronde van de Vaucluse - 3e - GP van Wallonië - 3e - Ronde van Galicië - 4e - Ronde van de Vaucluse - 5e - Omloop Mandel-Leie-Schelde - 10e - Ronde van Trentino 1991 - 1e - Rund um den Henninger-Turm - 1e - etappe 3 Grand Prix du Midi Libre - 1e - etappe 6 Ronde van het Baskenland - 2e - GP van Wallonië - 2e - eindklassement Ronde van het Baskenland - 2e - Grote Prijs van Cholet-Pays de Loire - 3e - Zesdaagse van Antwerpen - 4e - Internationaal Wegcriterium - 5e - Subida a Urkiola - 6e - Waalse Pijl - 7e - eindklassement Grand Prix du Midi Libre - 10e - Alpenklassieker | 1992 - 1e - etappe 12 Ronde van Spanje - 1e - Coppa Placci - 1e - Grote Landenprijs - 5e - Internationaal Wegcriterium - 7e - Ronde van Valencia - 9e - Ronde van het Baskenland - 9e - Ronde van Catalonië 1993 - 1e - etappe 6 Ronde van Frankrijk - 1e - etappe 4 Catalaanse Week - 3e - Zesdaagse van Gent 1994 - 1e - etappe 4 Ronde van La Rioja - 7e - Ronde van Catalonië - 7e - eindklassement Ronde van La Rioja 1995 - 1e - etappe 7 Ronde van Frankrijk - 1e - etappe 6 Grand Prix du Midi Libre - 2e - GP Eddy Merckx - 3e - Ronde van Spanje - 6e - Ronde van Valencia 1996 - 3e - Belgisch kampioenschap wielrennen 1997 - 4e - Ronde van Bern - 5e - Catalaanse Week |

## Resultaten in voornaamste wedstrijden
| Jaar | Ronde van Italië | Ronde van Frankrijk | Ronde van Spanje |
| ---- | ---------------- | ------------------- | ---------------- |
| 1987 |                  |                     |                  |
| 1988 |                  |                     |                  |
| 1990 |                  | 17e                 |                  |
| 1991 |                  | 35e                 |                  |
| 1992 |                  |                     | 15e (1)          |
| 1993 |                  | 7e (1)              | 9e               |
| 1994 |                  |                     |                  |
| 1995 |                  | 31e (1)             | ↑                |
| 1996 |                  | opgave              |                  |
| 1997 |                  |                     |                  |
| 1998 |                  | opgave              |                  |

| Jaar | Milaan-San Remo | Gent-Wevelgem | Amstel Gold Race | Luik-Bast.‑Luik | Ronde van Lombardije | Waalse Pijl | Rund um den Henninger-Turm |  | WK op de weg |
| ---- | --------------- | ------------- | ---------------- | --------------- | -------------------- | ----------- | -------------------------- |  | ------------ |
| 1987 |                 | 80e           |                  |                 |                      |             |                            |  |              |
| 1988 |                 | 67e           |                  |                 |                      |             |                            |  |              |
| 1990 |                 |               | 92e              | 32e             |                      | 22e         | 21e                        |  |              |
| 1991 |                 |               | 57e              | 42e             |                      | 6e          | Goud                       |  |              |
| 1992 | 149e            |               |                  |                 |                      |             |                            |  | 15e          |
| 1993 |                 |               |                  | 68e             |                      |             |                            |  | 26e          |
| 1994 |                 |               |                  |                 | 30e                  |             |                            |  | 26e          |
| 1995 | 117e            |               |                  |                 |                      | 49e         |                            |  |              |
| 1996 |                 |               |                  |                 |                      |             |                            |  |              |
| 1997 |                 |               |                  | 70e             |                      | 38e         |                            |  |              |
| 1998 |                 |               |                  |                 |                      |             |                            |  |              |

Wielerploegen van Johan Bruyneel
Arras · Bock · Bruyere · Bruyneel · Criquielion · De Clercq · Demol · Deneut · Francken · Haex · Moreels · Museeuw · Redant · Roes · Van Den Abeele · Van Eynde · Van Itterbeeck · Vekemans · Verdonck · Verschueren · Willems · Baguet (stagiair) · Leysen (stagiair) · Naessens (stagiair)
Baguet · Bock · Bruyneel · Criquielion · De Clercq · Demol · Deneut · Haex · Leysen · Moreels · Museeuw · Naessens · Nevens · Redant · Roes · Van Den Abeele · Van Eynde · Van Slycke · Verschueren · Wauters · Herinne (stagiair)
Ahedo ·
Aiarzagüena ·
Aldanondo ·
Bruyneel ·
H. Díaz ·
P. L. Díaz ·
Díaz de Otazu ·
Fuerte ·
Hodge ·
Jalabert · 
Lejarreta ·
Llaneras ·
Louviot ·
Martínez ·
Mauri ·
Stephens ·
Villanueva · 
J. Weltz ·
K. Weltz ·
Zülle ·
García (stagiair)
Ahedo ·
Aiarzagüena ·
Aldanondo ·
Breukink ·
Bruyneel ·
H. Díaz ·
P. L. Díaz ·
Díaz de Otazu ·
Dufaux ·
F. J. García ·
M. García ·
Hodge ·
Jalabert · 
Leanizbarrutia ·
Llaneras ·
Louviot ·
Martínez ·
Romero ·
Stephens ·
Weltz ·
Zülle
Ahedo ·
Aiarzagüena ·
Aldanondo ·
Breukink ·
Bruyneel ·
H. Díaz ·
Díaz de Otazu ·
R. Díaz ·
Dufaux ·
Etxebarria ·
F. J. García ·
M. García ·
Hernández ·
Jalabert · 
Leanizbarrutia ·
Llaneras ·
Martínez ·
Rincón ·
Rojas ·
Romero ·
Sierra ·
Stephens ·
Zülle ·
Izkara (stagiair)
Barrigón ·
Breukink ·
Bruyneel ·
H. Díaz ·
P. Díaz ·
R. Díaz ·
Díaz de Otazu ·
Etxebarria ·
F. J. García ·
M. García ·
Hernández ·
Jalabert · 
Jonker ·
Leanizbarrutia ·
Llaneras ·
Mauri ·
Pérez ·
Rincón ·
Rojas ·
Sierra ·
Stephens ·
Zülle ·
Cañada (stagiair) ·
Otxoa (stagiair) ·
Rebollo (stagiair) ·
Vicioso (stagiair) 
Blaudzun ·
van Bon ·
Boogerd ·
Boven ·
Breukink ·
Bruyneel ·
Dekker ·
Groenendaal ·
Jekimov ·
Luppes ·
McEwen ·
Moerenhout · 
Nelissen ·
Piziks ·
van der Poel ·
Sørensen ·
Van Hooydonck (tot 30/04) ·
Vierhouten ·
Vogels ·

Hiemstra (stagiair) ·
Reinerink (stagiair) 
Blaudzun ·
van Bon ·
Boogerd ·
Boven ·
Breukink ·
Bruyneel ·
Dekker ·
Groenendaal ·
van Heeswijk ·
Jonasson ·
Jonker ·
Koerts ·
Luppes ·
Luttenberger ·
McEwen ·
Moerenhout · 
Nelissen ·
Piziks ·
van der Poel ·
Sørensen ·
Vierhouten ·
Hiemstra (stagiair) ·
Lotz (stagiair) 
Barrigón ·
Bruyneel (tot 31/08) ·
Cañada ·
Cuesta ·
H. Díaz ·
R. Díaz ·
Díaz de Otazu ·
Etxebarria ·
F. J. García ·
M. García ·
Jalabert   · 
Leanizbarrutia ·
Mauleón ·
Mauri ·
Morras ·
Otxoa ·
Pérez ·
Sastre ·
Sierra ·
Zarrabeitia
- Gemeinsame Normdatei: 136163173
- International Standard Name Identifier: 0000 0000 7149 8521
- Library of Congress Control Number: n2007077097
- Bibliotheek van het Japanse parlement: 01139992
- Nationale Bibliotheek van Tsjechië: xx0099484
- Nationale Bibliotheek van Israël: 987007502524605171
- Nederlandse Thesaurus van Auteursnamen: 303707216
- Virtual International Authority File: 91220212
- WorldCat: E39PBJvd8FGmTY6489pK6WCYT3